# Goal (PR-Agentur)

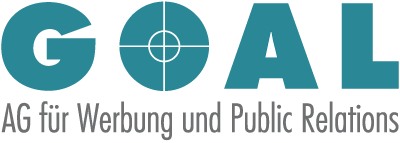
Logo der Goal

Die Goal AG für Werbung und Public Relations ist eine Schweizer PR-Agentur mit Sitz in Andelfingen, Kanton Zürich. Laut deutschem Verein Lobbycontrol ist sie insbesondere für die Schweizer Volkspartei (SVP), die Alternative für Deutschland (AfD) und andere rechtspopulistische Parteien in Europa tätig. Eine NGO nennt als Markenzeichen der Goal «starke Vereinfachungen und gezielte Tabubrüche». Geschäftsführer des seit den 1970er-Jahren bestehenden Unternehmens ist Alexander Segert.

## Geschichte
Die Goal existiert mit ihrer Vorgängerorganisation «H.R. Abächerli Werbeagentur BSW» seit mindestens 1979. Ihr Gründer war Hans Rudolf Abächerli. Der Politiker Christoph Blocher (SVP) engagierte 1979 die Agentur erstmals für seinen Wahlkampf und das Unternehmen avancierte zur zentralen Werbeagentur für Blochers Partei. Abächerli entwarf das sogenannte SVP-Sünneli, eine gezeichnete Sonne mit lachendem Gesicht. 1993 schuf die Goal jenes Plakat, das laut der WOZ als «Zäsur» der Schweizer politischen Werbung gilt: Auf dem Plakat war eine schemenhaft eine dunkle Gestalt zu sehen, die eine Frau mit einem Messer bedroht. Der Slogan dazu lautet: «Das haben wir den Linken und den ‹Netten› zu verdanken: mehr Kriminalität, mehr Drogen, mehr Angst». Nach grosser Kritik beschäftigte sich u. a. der Bundesrat mit dem Plakat der Agentur. Hans Rudolf Abächerli sagte später der Weltwoche: «Die Kampagne hatte einen Streuwert von weniger als 30 000 Franken. Die redaktionellen Beiträge, die sie auslöste, hätten, wären sie als Inserate zu bezahlen gewesen, über eine Million gekostet».
Später trat Alexander Segert in die Nachfolge von Abächerli. Heute ist er Alleininhaber der Goal. Seit 2008 ist Segert mit seiner Agentur auch international aktiv.
Die Goal entwickelte 2010/2011 eine österreichische Version des «Minarett-Attack-Spiels», das die Agentur für die Schweizer Kampagne für das Minarett-Verbot entwickelt hatte. In der österreichischen Version des Spiels mit dem Titel «Moschee baba» konnte man u. a. Muezzine mit einem Mausklick abschiessen. Die rechtspopulistische Freiheitlichen Partei Österreichs setzte das Spiel in Wahlkampf in der Steiermark ein. Die Staatsanwaltschaft ermittelte wegen Volksverhetzung gegen Segert und den FPÖ-Politiker Kurzmann; beide wurden im folgenden Prozess freigesprochen.
2016 wurde Segert aus der Schweizerischen Public Affairs Gesellschaft (SPAG) ausgeschlossen. Segert weigerte sich, die freiwilligen Transparenzregeln des Zusammenschlusses umzusetzen. Die SPAG-Regeln geben vor, dass die Gesellschaftsmitglieder alle Mandate auf der Webseite des Verbands offenlegen müssen.

## Portfolio
Die Agentur bietet nach eigenen Angaben eine breite Palette Dienstleistungen an. Die meisten sind auf politische Parteien zugeschnitten und reichen von strategischer Beratung über Rhetorik-Seminare für einzelnen Personen bis hin zur Gestaltung von Werbematerial.

## Kunden
Florian Buehrer verwies 2017 darauf, dass grosse Wirtschafts- und Dachverbände der Schweiz und überparteiliche Komitees zu den Kunden der Goal gehörten.

### Kunde SVP
Zu den Kunden der Goal gehört seit Anfang der 1980er-Jahre die SVP. Die Agentur steuerte die Kampagne bei der Volksabstimmung über die sogenannte «Ausschaffungsinitiative» für das nationalkonservative Lager. Sie entwarf auch das umstrittene Plakatmotiv des schwarzen Schafes. Die mit der Unterschriftensammlung verbundene Kampagne hatte inhaltliche Überschneidungen mit dem Wahlkampf der SVP zu den Schweizer Parlamentswahlen 2007. Florian Buehrer konstatiert, dass so die gesetzlich erlaubte Frist für Wahlplakate umgangen wurde.

### Kunde AfD
In Deutschland spielt das Unternehmen eine zentrale Rolle im indirekten Wahlkampf der Alternative für Deutschland. Goal arbeitet für den Verein zur Erhaltung der Rechtsstaatlichkeit und bürgerlichen Freiheiten; der Verein finanzierte intransparente Wahlwerbung für die Partei, die nicht unter das deutsche Parteiengesetz fällt. Ab Sommer 2017 wurden nach und nach mehrere Fälle bekannt, in denen die Agentur direkt AfD-Politiker unterstützte: Sie schaltete Anzeigen für Jörg Meuthen (AfD Baden-Württemberg) und bezahlte diese, ebenso für Guido Reil (AfD Nordrhein-Westfalen). Goal finanzierte für Reil auch Plakate und andere Werbemittel für seinen Landtagswahlkampf 2017. Woher die Agentur das Geld für die Anzeigen bekam, ist nicht ersichtlich. Im AfD-Rechenschaftsbericht für den entsprechenden Zeitraum wurden keine Zahlungen verzeichnet. 2016 übernahm die Goal AG die Kosten eines Kongresses, der vom damaligen AfD-Spitzenkandidaten Markus Pretzell veranstaltet wurde. Für diese illegale Parteispende wurde die AfD 2022 zu einer Strafzahlung von 108.000 € verurteilt.
Lobbycontrol erklärte 2018: «Es ist grotesk, dass wir mehr als zwei Jahre nach der Landtagswahl in Baden-Württemberg immer noch nicht wissen, wer Meuthen im Wahlkampf unterstützt hat. Die Anzeigen und Plakate waren wie AfD-Materialien gestaltet. Nach Analyse von Lobbycontrol ist das klar als Parteispende zu werten... Die AfD unternimmt als Partei nichts gegen die intransparente Wahlwerbung zu ihren Gunsten.»
Die Bundestagsverwaltung untersucht seit 2018 mögliche unerlaubter Wahlfinanzierung. Laut Spiegel erhielt die Goal im Juli 2018 vom AfD-Bundesvorstand eine Unterlassungsaufforderung. Das AfD-Logo und Corporate Design solle von ihr nicht mehr im Zusammenhang mit der Partei verwendet werden. Gleiches wurde auch dem Verein zur Erhaltung der Rechtsstaatlichkeit und bürgerlichen Freiheiten zugestellt.

## Fussnoten
1. 1 2 3  Goal AG – Lobbypedia. Abgerufen am 7. Juni 2018 (deutsch (Sie-Anrede)).
2. 1 2  Exportnationalismus: Der Auslandseinsatz des SVP-Werbers. 17. Mai 2017 (woz.ch [abgerufen am 8. Juni 2018]).
3. 1 2  Florian Buehrer (2017): Obacht! - S' Schöfli macht Politik. In: Nachdenken über Methoden der Kunst- und Bildwissenschaften, doi:10.18452/7357.
4. ↑  Heikle AfD-Spenden aus der Schweiz, Tages-Anzeiger, 30. August 2017.
5. ↑  Spendenaffäre: AfD drohen mehr als 100.000 Euro Strafe. 7. März 2019, abgerufen am 8. März 2019 (deutsch).
6. 1 2  tagesschau.de: AfD: Wahlkampf im Graubereich wohl ohne Folgen. Abgerufen am 7. Juni 2018 (deutsch).
7. ↑  AfD: Eine millionenschwere Blackbox. In: Zeit Online. (zeit.de [abgerufen am 7. Juni 2018]).
8. ↑  Markus Balser: Hohe Geldstrafe für die AfD. Abgerufen am 16. Februar 2022.
9. ↑  tagesschau.de: AfD auf Distanz zu den eigenen Unterstützern? Abgerufen am 23. Juli 2018.